# 1556
Portal Geschichte | Portal Biografien | Aktuelle Ereignisse | Jahreskalender | Tagesartikel

◄ |
15. Jahrhundert |
16. Jahrhundert
| 17. Jahrhundert | ►

◄ |
1520er |
1530er |
1540er |
1550er
| 1560er | 1570er | 1580er | ►

◄◄ |
◄ |
1552 |
1553 |
1554 |
1555 |
1556
| 1557 | 1558 | 1559 | 1560 | ► | ►►
Staatsoberhäupter  · Nekrolog   · Musikjahr
| Januar | Januar | Januar | Januar | Januar | Januar | Januar | Januar |
| Kw     | Mo     | Di     | Mi     | Do     | Fr     | Sa     | So     |
| ------ | ------ | ------ | ------ | ------ | ------ | ------ | ------ |
| 1      |        |        | 1      | 2      | 3      | 4      | 5      |
| 2      | 6      | 7      | 8      | 9      | 10     | 11     | 12     |
| 3      | 13     | 14     | 15     | 16     | 17     | 18     | 19     |
| 4      | 20     | 21     | 22     | 23     | 24     | 25     | 26     |
| 5      | 27     | 28     | 29     | 30     | 31     |        |        |

| Februar | Februar | Februar | Februar | Februar | Februar | Februar | Februar |
| Kw      | Mo      | Di      | Mi      | Do      | Fr      | Sa      | So      |
| ------- | ------- | ------- | ------- | ------- | ------- | ------- | ------- |
| 5       |         |         |         |         |         | 1       | 2       |
| 6       | 3       | 4       | 5       | 6       | 7       | 8       | 9       |
| 7       | 10      | 11      | 12      | 13      | 14      | 15      | 16      |
| 8       | 17      | 18      | 19      | 20      | 21      | 22      | 23      |
| 9       | 24      | 25      | 26      | 27      | 28      | 29      |         |

| März | März | März | März | März | März | März | März |
| Kw   | Mo   | Di   | Mi   | Do   | Fr   | Sa   | So   |
| ---- | ---- | ---- | ---- | ---- | ---- | ---- | ---- |
| 9    |      |      |      |      |      |      | 1    |
| 10   | 2    | 3    | 4    | 5    | 6    | 7    | 8    |
| 11   | 9    | 10   | 11   | 12   | 13   | 14   | 15   |
| 12   | 16   | 17   | 18   | 19   | 20   | 21   | 22   |
| 13   | 23   | 24   | 25   | 26   | 27   | 28   | 29   |
| 14   | 30   | 31   |      |      |      |      |      |

| April | April | April | April | April | April | April | April |
| Kw    | Mo    | Di    | Mi    | Do    | Fr    | Sa    | So    |
| ----- | ----- | ----- | ----- | ----- | ----- | ----- | ----- |
| 14    |       |       | 1     | 2     | 3     | 4     | 5     |
| 15    | 6     | 7     | 8     | 9     | 10    | 11    | 12    |
| 16    | 13    | 14    | 15    | 16    | 17    | 18    | 19    |
| 17    | 20    | 21    | 22    | 23    | 24    | 25    | 26    |
| 18    | 27    | 28    | 29    | 30    |       |       |       |

| Mai | Mai | Mai | Mai | Mai | Mai | Mai | Mai |
| Kw  | Mo  | Di  | Mi  | Do  | Fr  | Sa  | So  |
| --- | --- | --- | --- | --- | --- | --- | --- |
| 18  |     |     |     |     | 1   | 2   | 3   |
| 19  | 4   | 5   | 6   | 7   | 8   | 9   | 10  |
| 20  | 11  | 12  | 13  | 14  | 15  | 16  | 17  |
| 21  | 18  | 19  | 20  | 21  | 22  | 23  | 24  |
| 22  | 25  | 26  | 27  | 28  | 29  | 30  | 31  |

| Juni | Juni | Juni | Juni | Juni | Juni | Juni | Juni |
| Kw   | Mo   | Di   | Mi   | Do   | Fr   | Sa   | So   |
| ---- | ---- | ---- | ---- | ---- | ---- | ---- | ---- |
| 23   | 1    | 2    | 3    | 4    | 5    | 6    | 7    |
| 24   | 8    | 9    | 10   | 11   | 12   | 13   | 14   |
| 25   | 15   | 16   | 17   | 18   | 19   | 20   | 21   |
| 26   | 22   | 23   | 24   | 25   | 26   | 27   | 28   |
| 27   | 29   | 30   |      |      |      |      |      |

| Juli | Juli | Juli | Juli | Juli | Juli | Juli | Juli |
| Kw   | Mo   | Di   | Mi   | Do   | Fr   | Sa   | So   |
| ---- | ---- | ---- | ---- | ---- | ---- | ---- | ---- |
| 27   |      |      | 1    | 2    | 3    | 4    | 5    |
| 28   | 6    | 7    | 8    | 9    | 10   | 11   | 12   |
| 29   | 13   | 14   | 15   | 16   | 17   | 18   | 19   |
| 30   | 20   | 21   | 22   | 23   | 24   | 25   | 26   |
| 31   | 27   | 28   | 29   | 30   | 31   |      |      |

| August | August | August | August | August | August | August | August |
| Kw     | Mo     | Di     | Mi     | Do     | Fr     | Sa     | So     |
| ------ | ------ | ------ | ------ | ------ | ------ | ------ | ------ |
| 31     |        |        |        |        |        | 1      | 2      |
| 32     | 3      | 4      | 5      | 6      | 7      | 8      | 9      |
| 33     | 10     | 11     | 12     | 13     | 14     | 15     | 16     |
| 34     | 17     | 18     | 19     | 20     | 21     | 22     | 23     |
| 35     | 24     | 25     | 26     | 27     | 28     | 29     | 30     |
| 36     | 31     |        |        |        |        |        |        |

| September | September | September | September | September | September | September | September |
| Kw        | Mo        | Di        | Mi        | Do        | Fr        | Sa        | So        |
| --------- | --------- | --------- | --------- | --------- | --------- | --------- | --------- |
| 36        |           | 1         | 2         | 3         | 4         | 5         | 6         |
| 37        | 7         | 8         | 9         | 10        | 11        | 12        | 13        |
| 38        | 14        | 15        | 16        | 17        | 18        | 19        | 20        |
| 39        | 21        | 22        | 23        | 24        | 25        | 26        | 27        |
| 40        | 28        | 29        | 30        |           |           |           |           |

| Oktober | Oktober | Oktober | Oktober | Oktober | Oktober | Oktober | Oktober |
| Kw      | Mo      | Di      | Mi      | Do      | Fr      | Sa      | So      |
| ------- | ------- | ------- | ------- | ------- | ------- | ------- | ------- |
| 40      |         |         |         | 1       | 2       | 3       | 4       |
| 41      | 5       | 6       | 7       | 8       | 9       | 10      | 11      |
| 42      | 12      | 13      | 14      | 15      | 16      | 17      | 18      |
| 43      | 19      | 20      | 21      | 22      | 23      | 24      | 25      |
| 44      | 26      | 27      | 28      | 29      | 30      | 31      |         |

| November | November | November | November | November | November | November | November |
| Kw       | Mo       | Di       | Mi       | Do       | Fr       | Sa       | So       |
| -------- | -------- | -------- | -------- | -------- | -------- | -------- | -------- |
| 44       |          |          |          |          |          |          | 1        |
| 45       | 2        | 3        | 4        | 5        | 6        | 7        | 8        |
| 46       | 9        | 10       | 11       | 12       | 13       | 14       | 15       |
| 47       | 16       | 17       | 18       | 19       | 20       | 21       | 22       |
| 48       | 23       | 24       | 25       | 26       | 27       | 28       | 29       |
| 49       | 30       |          |          |          |          |          |          |

| Dezember | Dezember | Dezember | Dezember | Dezember | Dezember | Dezember | Dezember |
| Kw       | Mo       | Di       | Mi       | Do       | Fr       | Sa       | So       |
| -------- | -------- | -------- | -------- | -------- | -------- | -------- | -------- |
| 49       |          | 1        | 2        | 3        | 4        | 5        | 6        |
| 50       | 7        | 8        | 9        | 10       | 11       | 12       | 13       |
| 51       | 14       | 15       | 16       | 17       | 18       | 19       | 20       |
| 52       | 21       | 22       | 23       | 24       | 25       | 26       | 27       |
| 53       | 28       | 29       | 30       | 31       |          |          |          |

| Januar | Januar | Januar | Januar | Januar | Januar | Januar | Januar |
| Kw     | Mo     | Di     | Mi     | Do     | Fr     | Sa     | So     |
| ------ | ------ | ------ | ------ | ------ | ------ | ------ | ------ |
| 1      |        |        | 1      | 2      | 3      | 4      | 5      |
| 2      | 6      | 7      | 8      | 9      | 10     | 11     | 12     |
| 3      | 13     | 14     | 15     | 16     | 17     | 18     | 19     |
| 4      | 20     | 21     | 22     | 23     | 24     | 25     | 26     |
| 5      | 27     | 28     | 29     | 30     | 31     |        |        |

| Februar | Februar | Februar | Februar | Februar | Februar | Februar | Februar |
| Kw      | Mo      | Di      | Mi      | Do      | Fr      | Sa      | So      |
| ------- | ------- | ------- | ------- | ------- | ------- | ------- | ------- |
| 5       |         |         |         |         |         | 1       | 2       |
| 6       | 3       | 4       | 5       | 6       | 7       | 8       | 9       |
| 7       | 10      | 11      | 12      | 13      | 14      | 15      | 16      |
| 8       | 17      | 18      | 19      | 20      | 21      | 22      | 23      |
| 9       | 24      | 25      | 26      | 27      | 28      | 29      |         |

| März | März | März | März | März | März | März | März |
| Kw   | Mo   | Di   | Mi   | Do   | Fr   | Sa   | So   |
| ---- | ---- | ---- | ---- | ---- | ---- | ---- | ---- |
| 9    |      |      |      |      |      |      | 1    |
| 10   | 2    | 3    | 4    | 5    | 6    | 7    | 8    |
| 11   | 9    | 10   | 11   | 12   | 13   | 14   | 15   |
| 12   | 16   | 17   | 18   | 19   | 20   | 21   | 22   |
| 13   | 23   | 24   | 25   | 26   | 27   | 28   | 29   |
| 14   | 30   | 31   |      |      |      |      |      |

| April | April | April | April | April | April | April | April |
| Kw    | Mo    | Di    | Mi    | Do    | Fr    | Sa    | So    |
| ----- | ----- | ----- | ----- | ----- | ----- | ----- | ----- |
| 14    |       |       | 1     | 2     | 3     | 4     | 5     |
| 15    | 6     | 7     | 8     | 9     | 10    | 11    | 12    |
| 16    | 13    | 14    | 15    | 16    | 17    | 18    | 19    |
| 17    | 20    | 21    | 22    | 23    | 24    | 25    | 26    |
| 18    | 27    | 28    | 29    | 30    |       |       |       |

| Mai | Mai | Mai | Mai | Mai | Mai | Mai | Mai |
| Kw  | Mo  | Di  | Mi  | Do  | Fr  | Sa  | So  |
| --- | --- | --- | --- | --- | --- | --- | --- |
| 18  |     |     |     |     | 1   | 2   | 3   |
| 19  | 4   | 5   | 6   | 7   | 8   | 9   | 10  |
| 20  | 11  | 12  | 13  | 14  | 15  | 16  | 17  |
| 21  | 18  | 19  | 20  | 21  | 22  | 23  | 24  |
| 22  | 25  | 26  | 27  | 28  | 29  | 30  | 31  |

| Juni | Juni | Juni | Juni | Juni | Juni | Juni | Juni |
| Kw   | Mo   | Di   | Mi   | Do   | Fr   | Sa   | So   |
| ---- | ---- | ---- | ---- | ---- | ---- | ---- | ---- |
| 23   | 1    | 2    | 3    | 4    | 5    | 6    | 7    |
| 24   | 8    | 9    | 10   | 11   | 12   | 13   | 14   |
| 25   | 15   | 16   | 17   | 18   | 19   | 20   | 21   |
| 26   | 22   | 23   | 24   | 25   | 26   | 27   | 28   |
| 27   | 29   | 30   |      |      |      |      |      |

| Juli | Juli | Juli | Juli | Juli | Juli | Juli | Juli |
| Kw   | Mo   | Di   | Mi   | Do   | Fr   | Sa   | So   |
| ---- | ---- | ---- | ---- | ---- | ---- | ---- | ---- |
| 27   |      |      | 1    | 2    | 3    | 4    | 5    |
| 28   | 6    | 7    | 8    | 9    | 10   | 11   | 12   |
| 29   | 13   | 14   | 15   | 16   | 17   | 18   | 19   |
| 30   | 20   | 21   | 22   | 23   | 24   | 25   | 26   |
| 31   | 27   | 28   | 29   | 30   | 31   |      |      |

| August | August | August | August | August | August | August | August |
| Kw     | Mo     | Di     | Mi     | Do     | Fr     | Sa     | So     |
| ------ | ------ | ------ | ------ | ------ | ------ | ------ | ------ |
| 31     |        |        |        |        |        | 1      | 2      |
| 32     | 3      | 4      | 5      | 6      | 7      | 8      | 9      |
| 33     | 10     | 11     | 12     | 13     | 14     | 15     | 16     |
| 34     | 17     | 18     | 19     | 20     | 21     | 22     | 23     |
| 35     | 24     | 25     | 26     | 27     | 28     | 29     | 30     |
| 36     | 31     |        |        |        |        |        |        |

| September | September | September | September | September | September | September | September |
| Kw        | Mo        | Di        | Mi        | Do        | Fr        | Sa        | So        |
| --------- | --------- | --------- | --------- | --------- | --------- | --------- | --------- |
| 36        |           | 1         | 2         | 3         | 4         | 5         | 6         |
| 37        | 7         | 8         | 9         | 10        | 11        | 12        | 13        |
| 38        | 14        | 15        | 16        | 17        | 18        | 19        | 20        |
| 39        | 21        | 22        | 23        | 24        | 25        | 26        | 27        |
| 40        | 28        | 29        | 30        |           |           |           |           |

| Oktober | Oktober | Oktober | Oktober | Oktober | Oktober | Oktober | Oktober |
| Kw      | Mo      | Di      | Mi      | Do      | Fr      | Sa      | So      |
| ------- | ------- | ------- | ------- | ------- | ------- | ------- | ------- |
| 40      |         |         |         | 1       | 2       | 3       | 4       |
| 41      | 5       | 6       | 7       | 8       | 9       | 10      | 11      |
| 42      | 12      | 13      | 14      | 15      | 16      | 17      | 18      |
| 43      | 19      | 20      | 21      | 22      | 23      | 24      | 25      |
| 44      | 26      | 27      | 28      | 29      | 30      | 31      |         |

| November | November | November | November | November | November | November | November |
| Kw       | Mo       | Di       | Mi       | Do       | Fr       | Sa       | So       |
| -------- | -------- | -------- | -------- | -------- | -------- | -------- | -------- |
| 44       |          |          |          |          |          |          | 1        |
| 45       | 2        | 3        | 4        | 5        | 6        | 7        | 8        |
| 46       | 9        | 10       | 11       | 12       | 13       | 14       | 15       |
| 47       | 16       | 17       | 18       | 19       | 20       | 21       | 22       |
| 48       | 23       | 24       | 25       | 26       | 27       | 28       | 29       |
| 49       | 30       |          |          |          |          |          |          |

| Dezember | Dezember | Dezember | Dezember | Dezember | Dezember | Dezember | Dezember |
| Kw       | Mo       | Di       | Mi       | Do       | Fr       | Sa       | So       |
| -------- | -------- | -------- | -------- | -------- | -------- | -------- | -------- |
| 49       |          | 1        | 2        | 3        | 4        | 5        | 6        |
| 50       | 7        | 8        | 9        | 10       | 11       | 12       | 13       |
| 51       | 14       | 15       | 16       | 17       | 18       | 19       | 20       |
| 52       | 21       | 22       | 23       | 24       | 25       | 26       | 27       |
| 53       | 28       | 29       | 30       | 31       |          |          |          |

## Ereignisse

### Politik und Weltgeschehen

#### Mogulreich

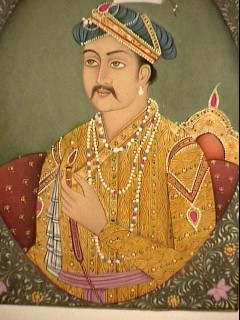
Großmogul Akbar

- 26. Januar: Durch den Tod seines Vaters Humayun wird Akbar Herrscher über das Großmogulreich im nördlichen Indien. Dessen Feldherr Bairam Khan steht dem erst 13-Jährigen als Regent im Amt zur Seite, das er am 14. Februar antritt. Zu dieser Zeit ist das Herrschaftsgebiet des Mogulreiches nur noch auf Kabul, Kandahar, sowie Teile von Delhi und Punjab beschränkt. Akbar unternimmt daraufhin mit seinem Vormund und Feldherrn Bairam Khan eine Vielzahl kleinerer Eroberungszüge. Hauptziel ist die paschtunische Sippe der Suriden unter Adil Shah Suri, die seit 1540 den Norden Indiens beherrscht.
- 7. Oktober: Samrat Hem Chandra, genannt Hemu, Heerführer der Suriden, besiegt die Truppen Akbars bei Tughlaqabad und zieht am nächsten Tag in Delhi ein, wo er den Herrschernamen Vikramaditya annimmt.

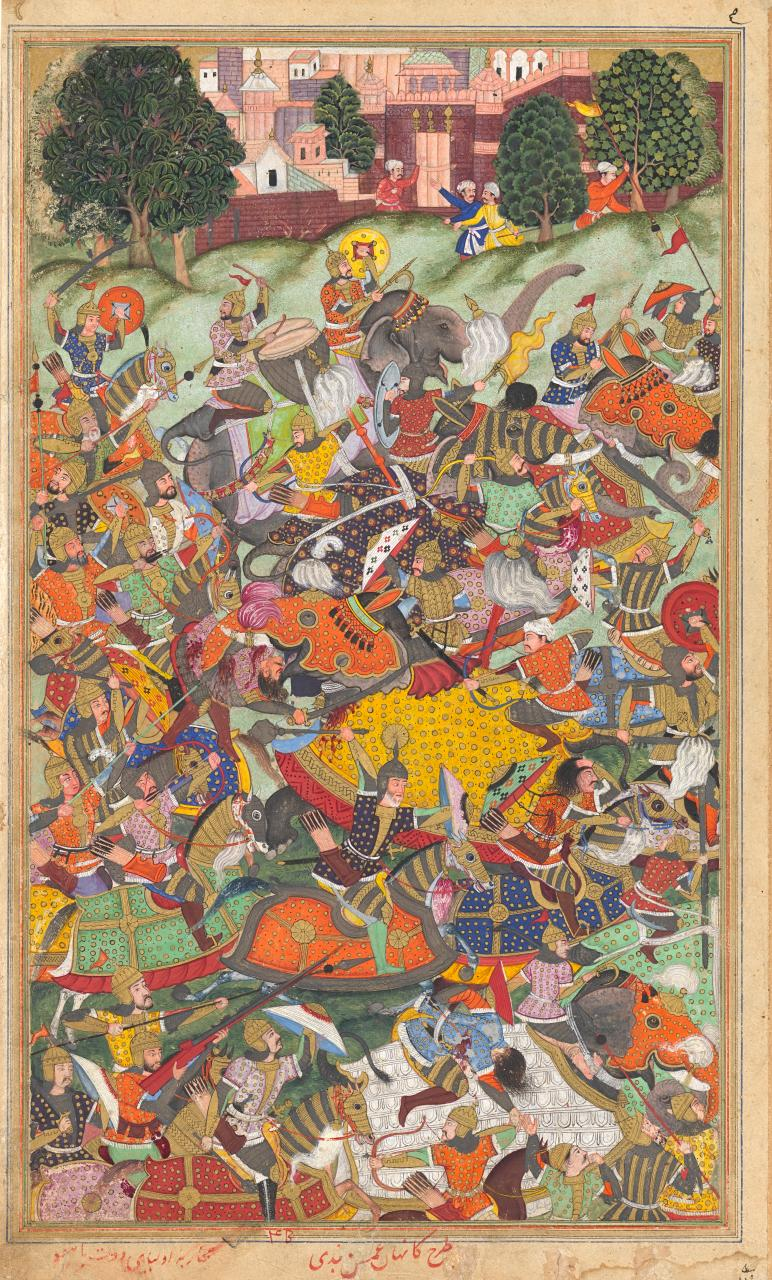
Zweite Schlacht von Panipat

- 5. November: Großmogul Akbar und sein Vormund Bairam Khan siegen in der Zweiten Schlacht von Panipat gegen Hemu, der in der Schlacht verwundet und anschließend von Bairam Khan enthauptet wird.

#### Weitere Ereignisse in Asien
- Die Portugiesen gründen Lifau, ihre erste Siedlung auf Timor zur Sicherung des Handels mit Sandelholz.

#### Europa
- 21. März: Der anglikanische Erzbischof von Canterbury, Thomas Cranmer, wird während der Rekatholisierung Englands unter Königin Maria I. seines Amtes enthoben und wegen Ketzerei auf dem Scheiterhaufen verbrannt. Der Geistliche hat sich Jahre zuvor päpstlichem Willen widersetzt und die Ehe von König Heinrich VIII. mit Katharina von Aragon als geschieden erklärt und dessen Ehe mit Anna Boleyn akzeptiert. Einen Tag nach Cranmers Hinrichtung wird Reginald Pole, der erst am 20. März zum Priester geweiht wurde, zu seinem Nachfolger ernannt.
- 14. Juni: Zwölf Tage nach dem Tod seines Vorgängers Francesco Venier wird Lorenzo Priuli zum Dogen von Venedig gewählt, obwohl er sich weder bei den alten noch den neuen Familien oder dem venezianischen Volk größerer Sympathien erfreut.

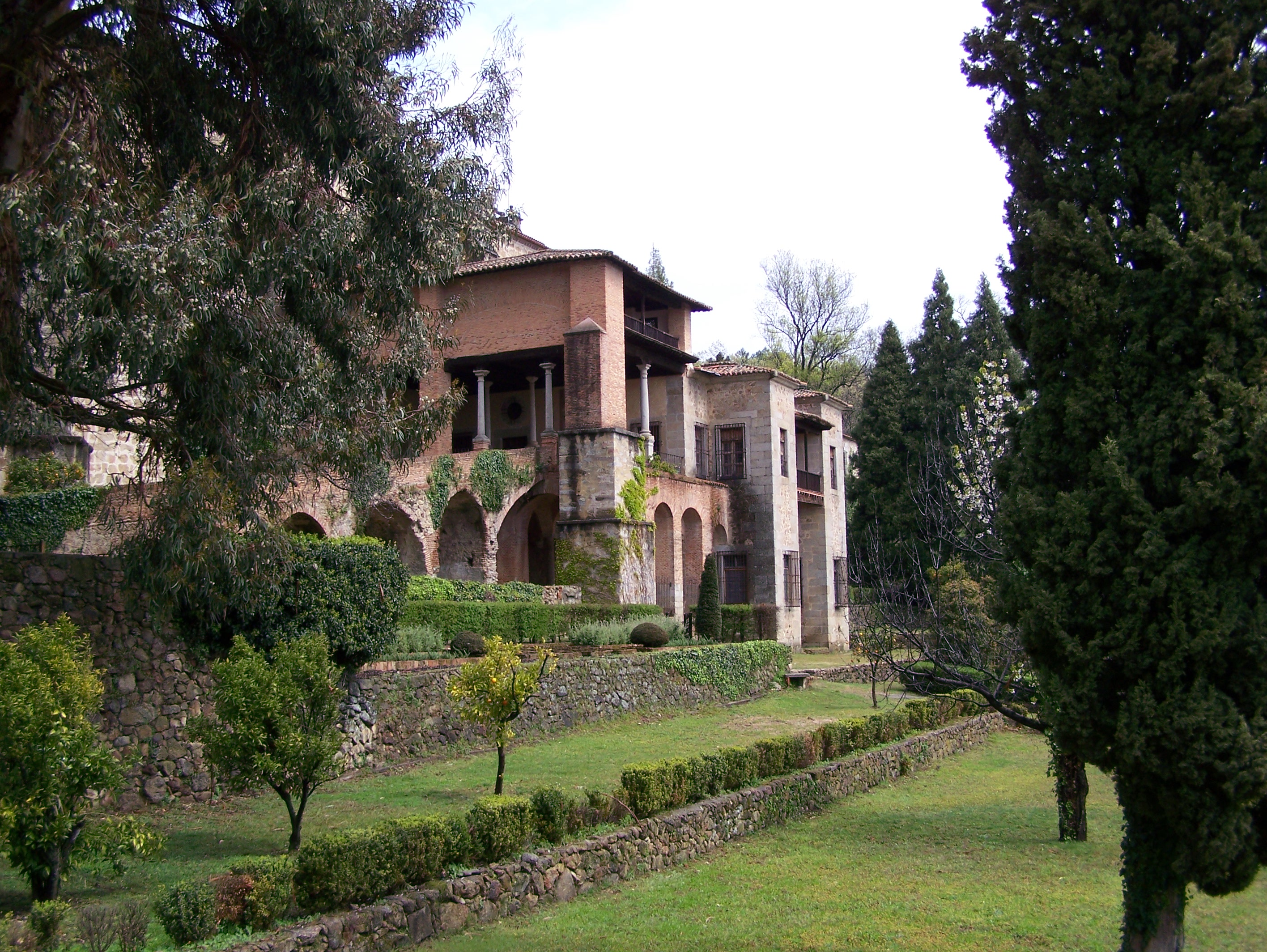
Kloster von Yuste

- 12. September: Karl V. tritt von all seinen Ämtern zurück und übergibt das habsburgische Erbe seinem Sohn Philipp II. und das Heilige Römische Reich seinem jüngeren Bruder Ferdinand I. während er sich ins Kloster von Yuste in der spanischen Extremadura zurückzieht.
- Iwan der Schreckliche belagert Astrachan und lässt die Stadt komplett niederbrennen. Das Khanat Astrachan wird vom Zarentum Russland annektiert.

### Wirtschaft
- Die von Kurfürst August errichtete Münzstätte Dresden wird nach Einziehung sämtlicher Landesmünzstätten einzige Münzstätte im Kurfürstentum Sachsen. Unter anderem muss die Münzstätte Freiberg ihren Betrieb einstellen.

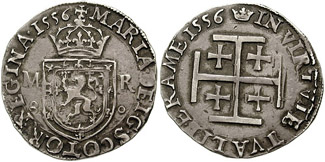
Schottischer Testoon von 1556

### Wissenschaft und Technik

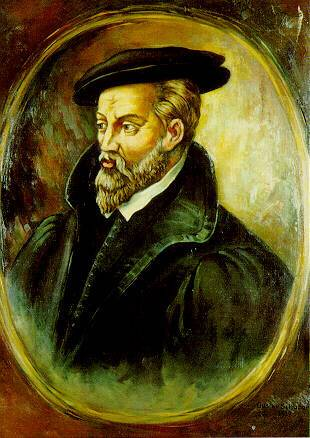
Georgius Agricola

- Ein Jahr nach seinem Tod erscheint in Basel Georgius Agricolas Hauptwerk De re metallica libri XII über die Chemie der Metalle in lateinischer Sprache. Durch zahlreiche Reisen in Bergbaureviere des sächsisch-böhmischen Erzgebirges hat Agricola einen Überblick über die gesamte Technik des Bergbaus und Hüttenwesens zu seiner Zeit gewonnen.
- Kurfürst August I. gründet die sächsische Hofbibliothek, die in der heutigen SLUB Dresden ihren Fortbestand findet.

### Kultur

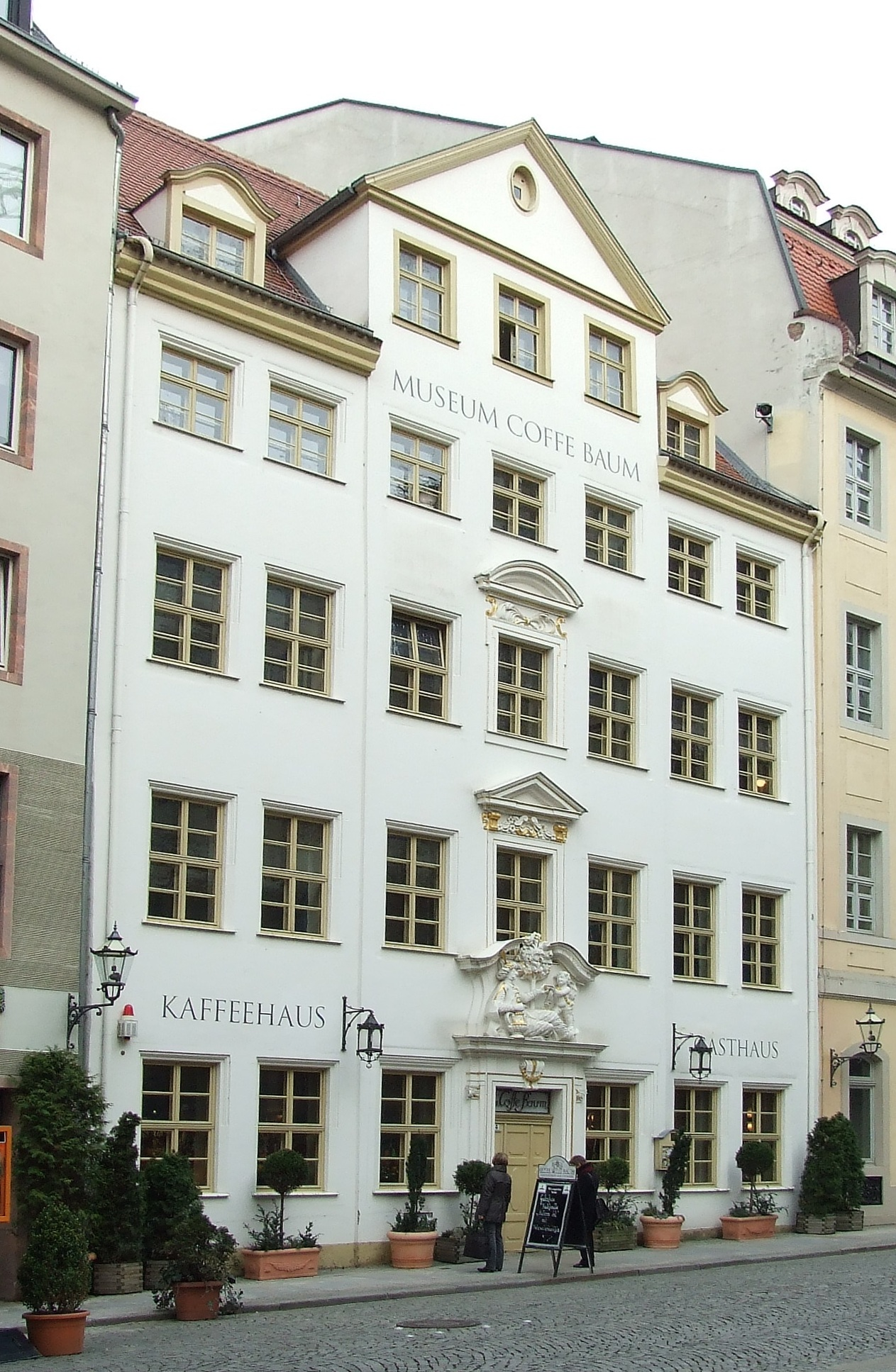
Haus zum Arabischen Coffe Baum, 2008

- Das Gebäude des Café Zum Arabischen Coffe Baum  wird erstmals in den Leipziger Ratsbüchern erwähnt.
- Pieter Bruegel der Ältere fertigt für den niederländischen Verleger Hieronymus Cock die Zeichnung Die großen Fische fressen die kleinen an.

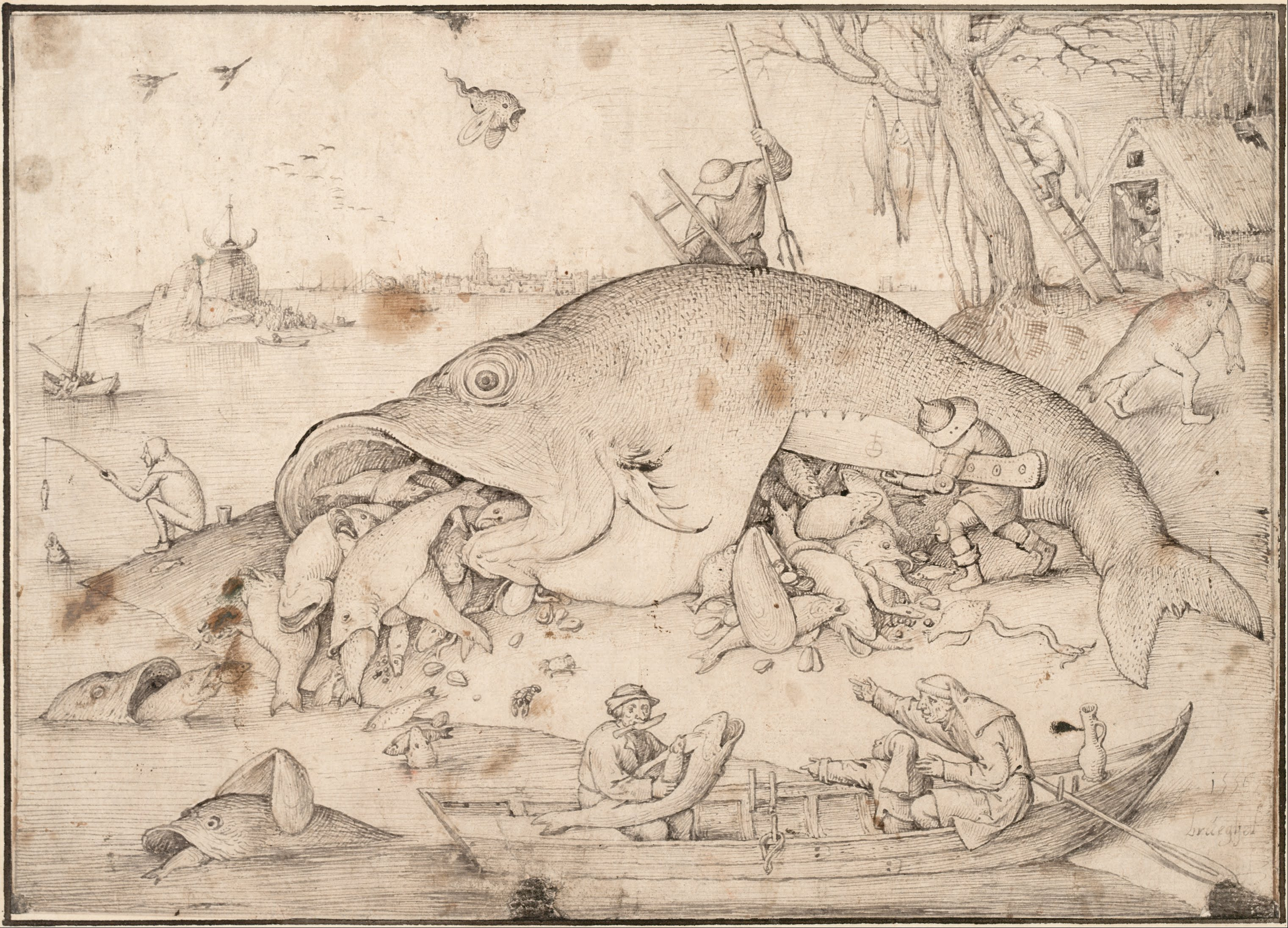
Die großen Fische fressen die kleinen, Feder und Pinsel in grau und schwarz

- Der venezianische Architekt Andrea Palladio beginnt im Auftrag von Francesco Badoer mit dem Bau der Villa Badoer in Rovigo.
- Mit dem Regierungsantritt Philipps II. beginnt in Spanien literaturhistorisch das Siglo de Oro.

### Religion

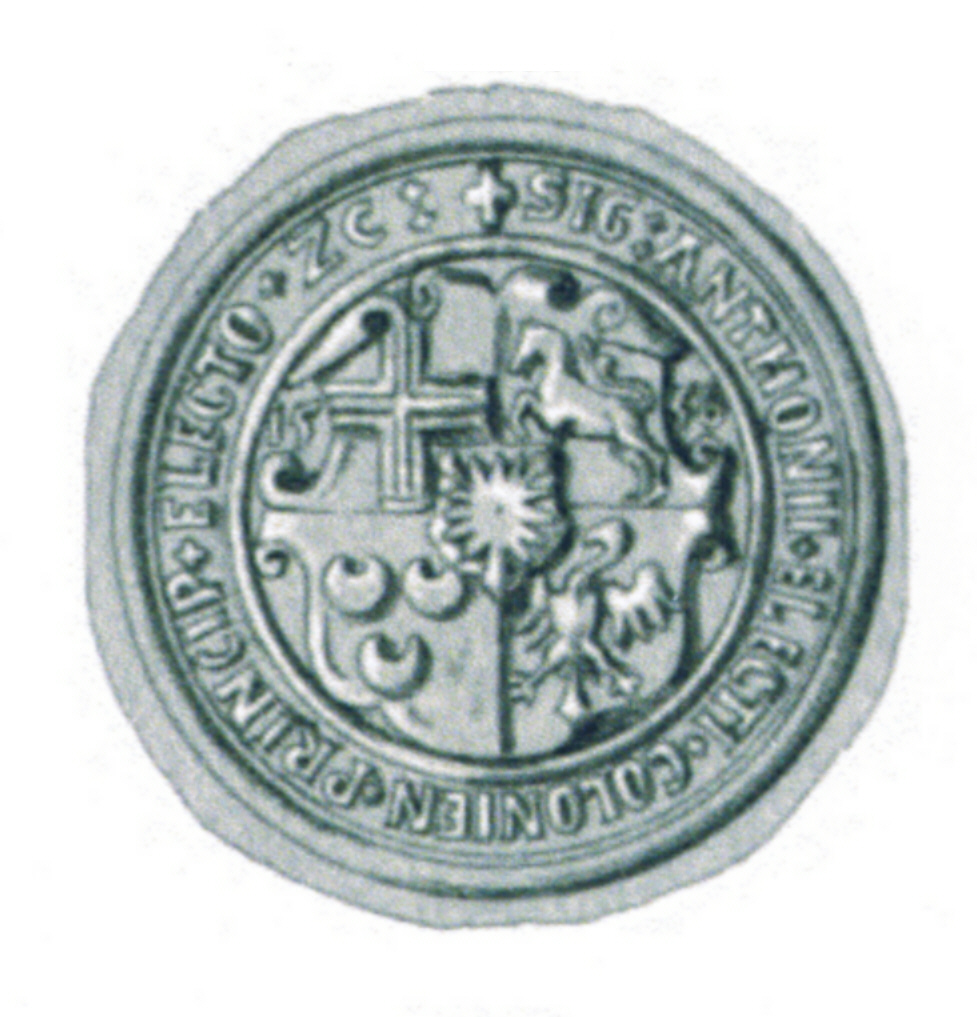
Siegel des Anton von Schaumburg aus der Zeit um 1556–1558

- 26. Oktober: Anton von Schaumburg wird als Nachfolger seines am 20. September verstorbenen Bruders Adolf III. von Schaumburg zum Erzbischof von Köln gewählt.

### Katastrophen
Ein schweres Erdbeben zerstört am 23. Januar große Teile der Provinz Shaanxi im von der Ming-Dynastie regierten Kaiserreich China. Das Epizentrum des Bebens befindet sich im Kreis Hua unweit des Hua Shan. Rund 830.000 Menschen kommen ums Leben, in manchen Bezirken sterben über 60 % der Bevölkerung, weil ihre künstlichen, Yaodong genannten Wohnhöhlen während des Bebens in sich zusammenbrechen.
Heutige auf geologischen Untersuchungen basierende Schätzungen gehen von einer Erdbebenstärke von gut 8¼ auf der Momenten-Magnituden-Skala aus. Das Erdbeben ist das folgenreichste Erdbeben in der Geschichte Chinas, wenn auch nicht die folgenreichste Naturkatastrophe. Im folgenden halben Jahr treten monatlich drei bis fünf stärkere Nachbeben auf. Erst fünf Jahre später klingen die Nachbeben zur Gänze ab.

## Historische Karten und Ansichten

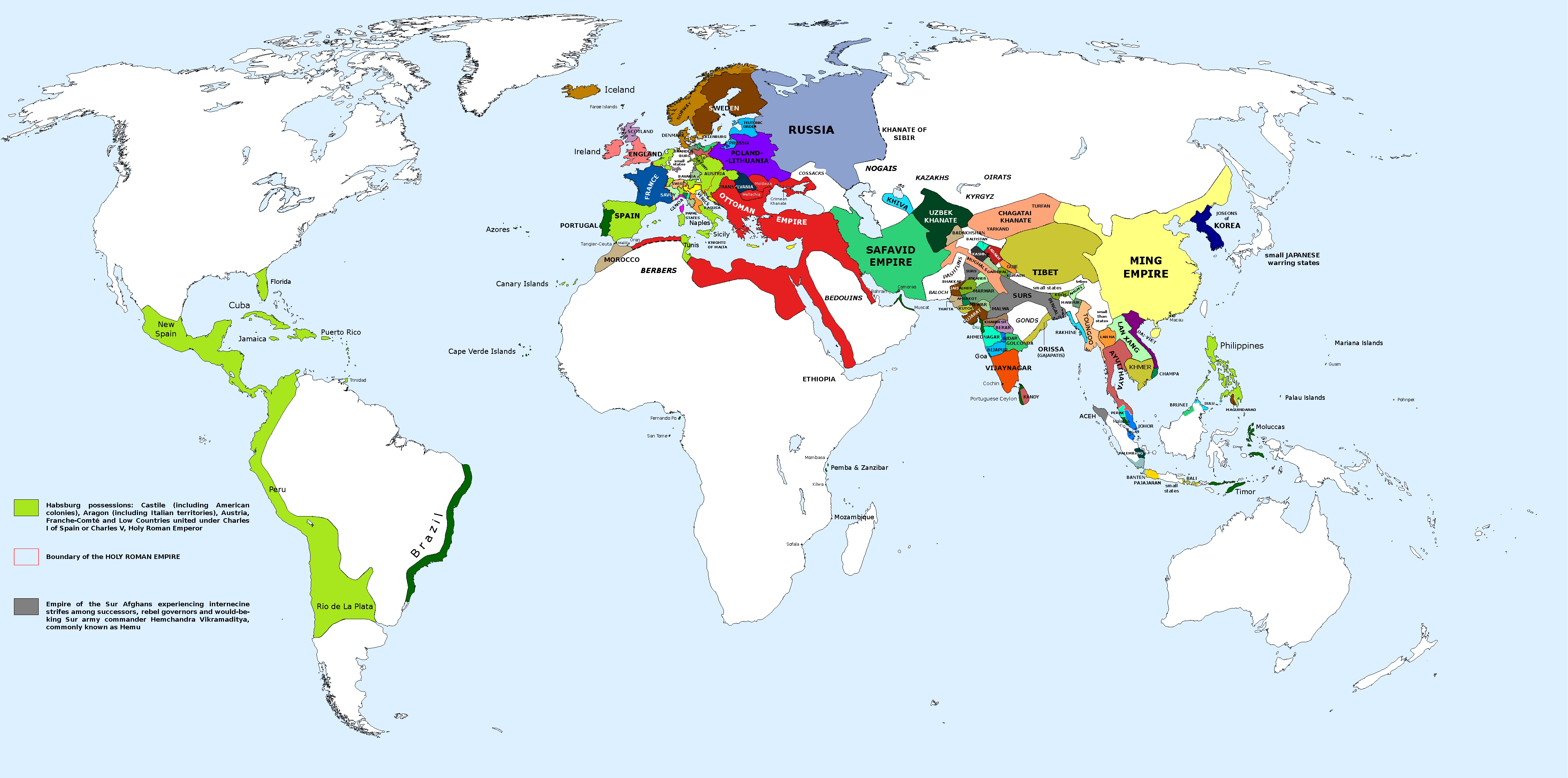
Globale territoriale Situation in den Jahren 1555 bis 1556

## Geboren

### Geburtsdatum gesichert
- 8. Januar: Uesugi Kagekatsu, japanischer Daimyō († 1623)
- 25. Januar: Charles de Lorraine, duc d’Aumale, Herzog von Aumale, Gouverneur der Picardie  († 1631)
- 7. Februar: Maria von Oranien-Nassau, niederländische Adelige, Gräfin von Hohenlohe-Neuenstein († 1616)
- 16. Februar: Tōdō Takatora, japanischer Feudalfürst († 1630)
- 21. Februar: Sethus Calvisius, deutscher Komponist, Musiktheoretiker und Kantor sowie Astronom und Mathematiker († 1615)
- 29. Februar: Aurelio Lomi, italienischer Maler († 1623/24)
- 8. April: David Höschel, deutscher Humanist († 1617)
- 9. April: Andreas von Auersperg, österreichisch-slowenischer Heerführer († 1593)
- 16. Mai: Matthäus Enzlin, deutscher Jurist († 1613)
- 31. Mai: Georg Radziwill, Kardinal der römisch-katholischen Kirche und Bischof von Krakau († 1600)
- 22. Juli: Otto Heinrich, Pfalzgraf und Herzog von Pfalz-Sulzbach († 1604)
- Juli: al-Būrīnī, osmanischer Gelehrter und Chronist († 1615)
- 10. August: Philipp Nicolai, lutherischer Hofprediger und Pfarrer in Alt Wildungen, Unna, Hamburg, Herdecke und Liederdichter († 1608)
- 9. Oktober: Kunigunde Jakobäa von der Pfalz, Gräfin von Nassau-Dillenburg († 1586)
- 26. Oktober: Ahmad Bābā, islamischer Rechtsgelehrter († 1627)
- 28. November: Francesco Contarini, 95. Doge von Venedig († 1624)
- 21. Dezember: Christian Friis, dänischer Staatsmann († 1616)
- 27. Dezember: Johanna von Lestonnac, französische Ordensgründerin († 1640)

### Genaues Geburtsdatum unbekannt
- Petrus Calaminus, deutscher evangelischer Theologe († 1598)
- Na Dae-yong, koreanischer Offizier und Schiffskonstrukteur († 1612)

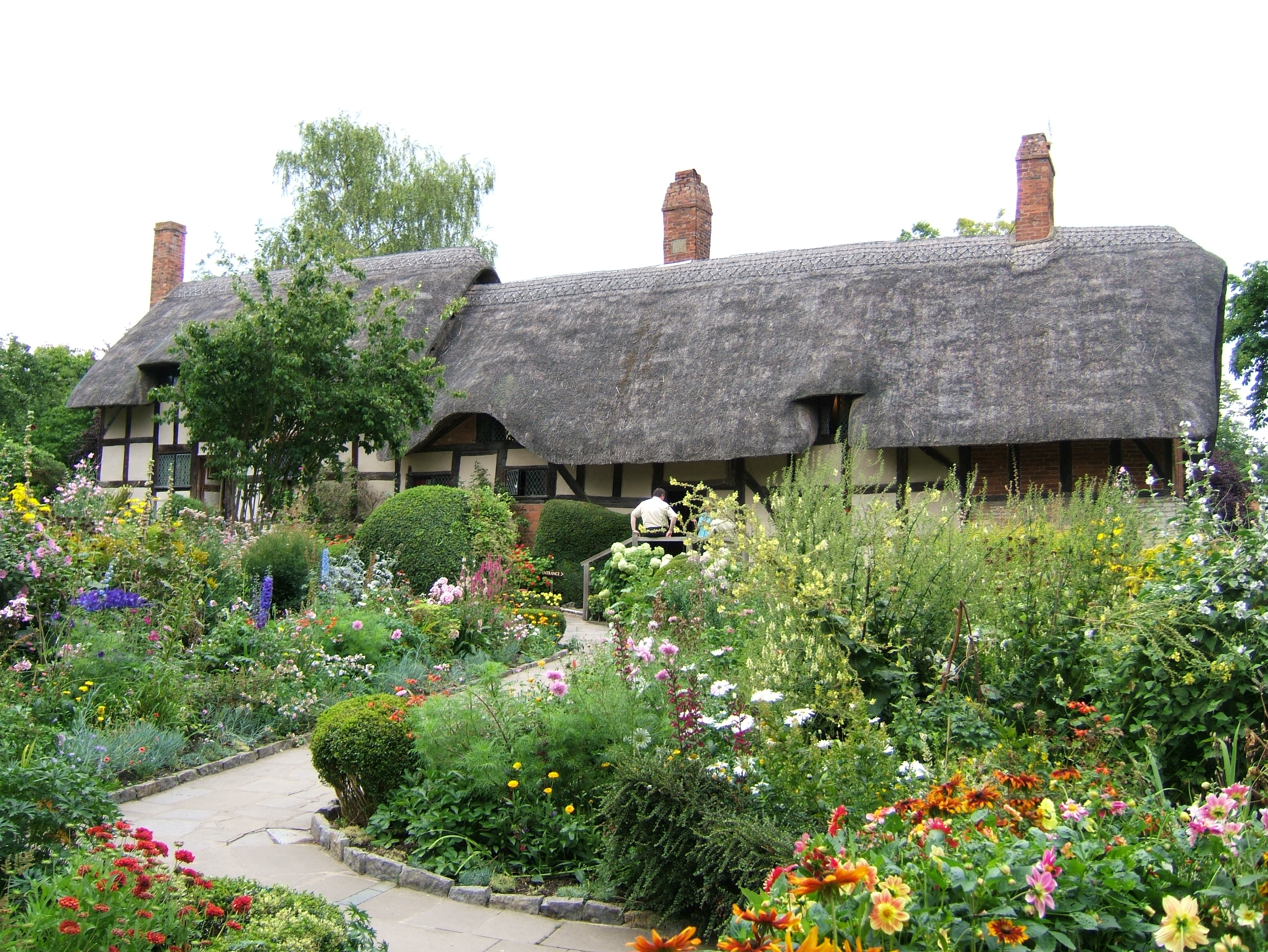
Anne Hathaways Cottage

- Anne Hathaway, Ehefrau William Shakespeares († 1623)
- Jacob Paix, deutscher Organist, Orgelbauer, Kapellmeister, Komponist und Herausgeber († ca. 1623)
- Felipa de Souza, wegen „Sodomie“ verurteiltes Opfer der Inquisition in Brasilien († um 1600)

## Gestorben

### Erstes Halbjahr

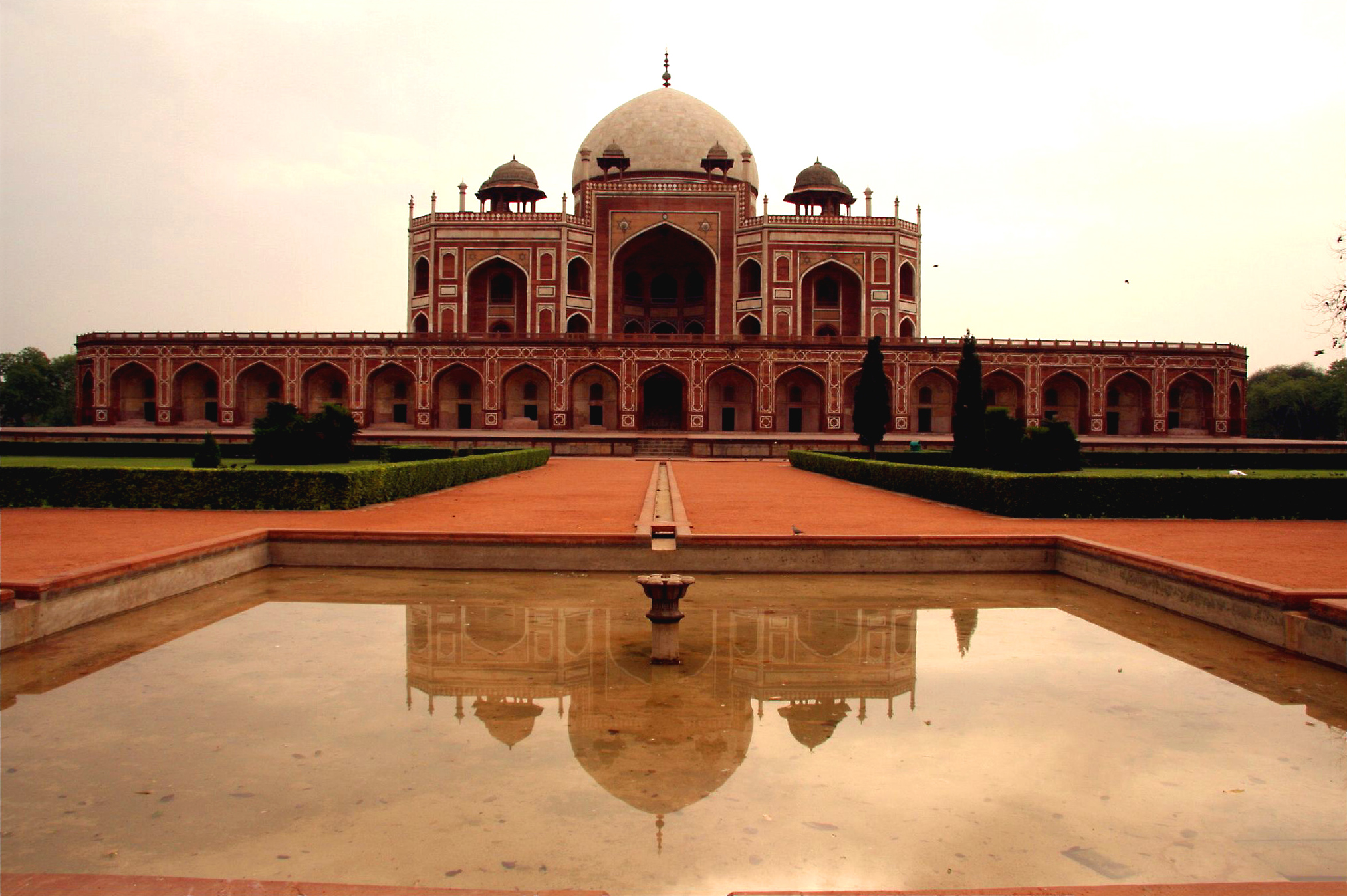
Humayuns Grabmal in Delhi

- 26. Januar: Humayun, Großmogul von Indien (* 1508)
- 18. Februar: Johann V. von Isenburg, Erzbischof und Kurfürst von Trier (* 1507)
- 26. Februar: Friedrich II., Pfalzgraf und Kurfürst von der Pfalz (* 1482)
- 10. März: Konrad Klinge, deutscher Theologe und Domprediger in Erfurt (* 1483/84)
- 17. März: Richard Morison, englischer humanistischer Gelehrter und Diplomat (* um 1513)
- 21. März: Thomas Cranmer, englischer Reformator und erster anglikanischer Erzbischof von Canterbury (* 1489)
- 5. April: Konrad Pellikan, Schweizer Humanist, reformierter Theologe und Reformator (* 1478)
- 7. April: Jerónimo de Alderete, spanischer Konquistador (* 1519)
- 18. April: Luigi Alamanni, italienischer Dichter und Humanist (* 1495)
- 4. Mai: Luca Ghini, italienischer Arzt und Botaniker (* 1490)
- 5. Mai: William Stafford, englischer Adeliger (* um 1500)
- 20. Mai: Weigand von Redwitz, Fürstbischof von Bamberg (* 1476)

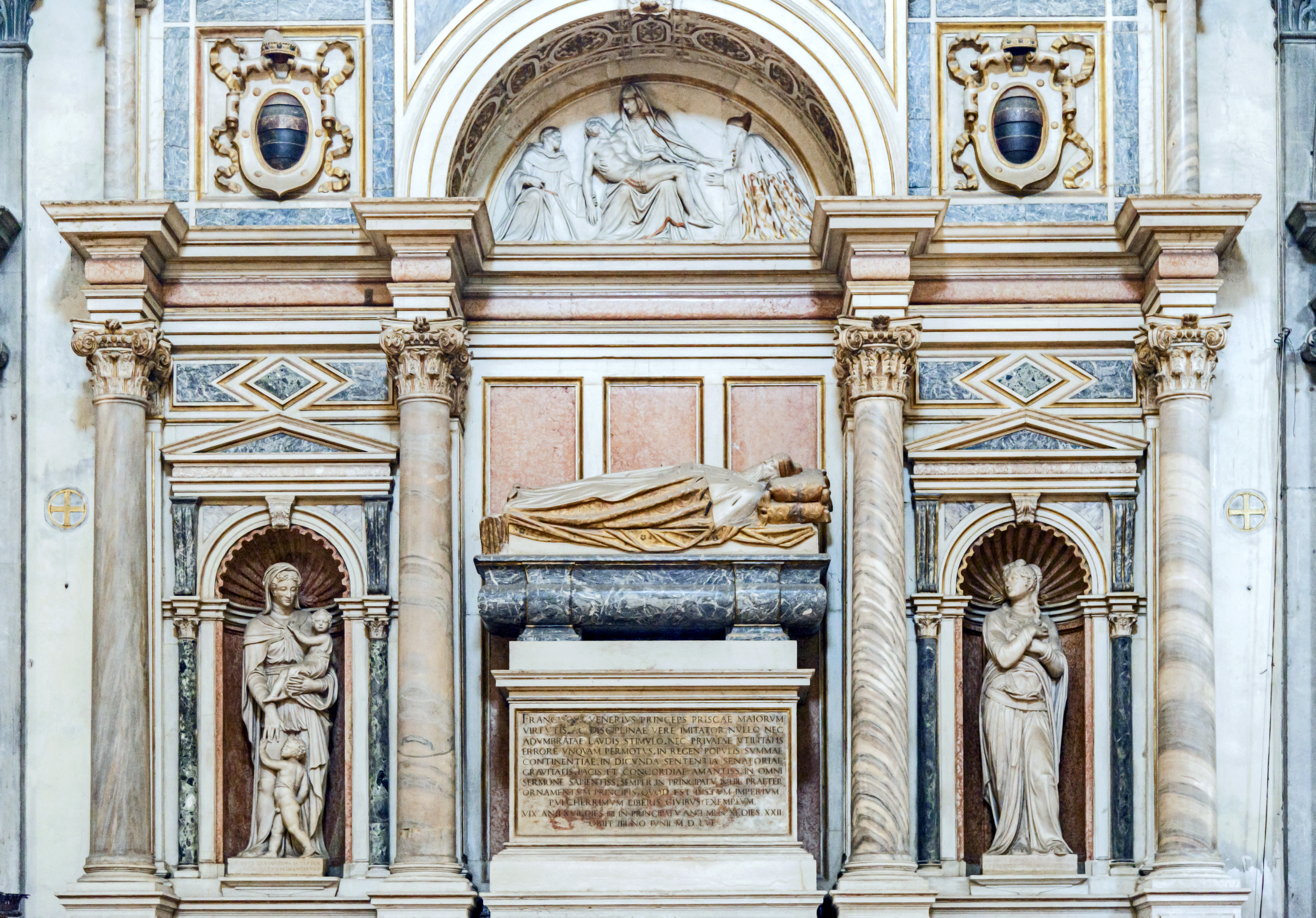
Grabmal von Francesco Venier in San Salvador (Venedig)

- 2. Juni: Francesco Venier, 81. Doge von Venedig (* 1489)
- 8. Juni: Martin Weiher, lutherischer Theologe und Bischof von Cammin (* 1512)
- 10. Juni: Martin Agricola, deutscher Musiktheoretiker, Musikpädagoge und Komponist der Renaissance (* 1486)

### Zweites Halbjahr

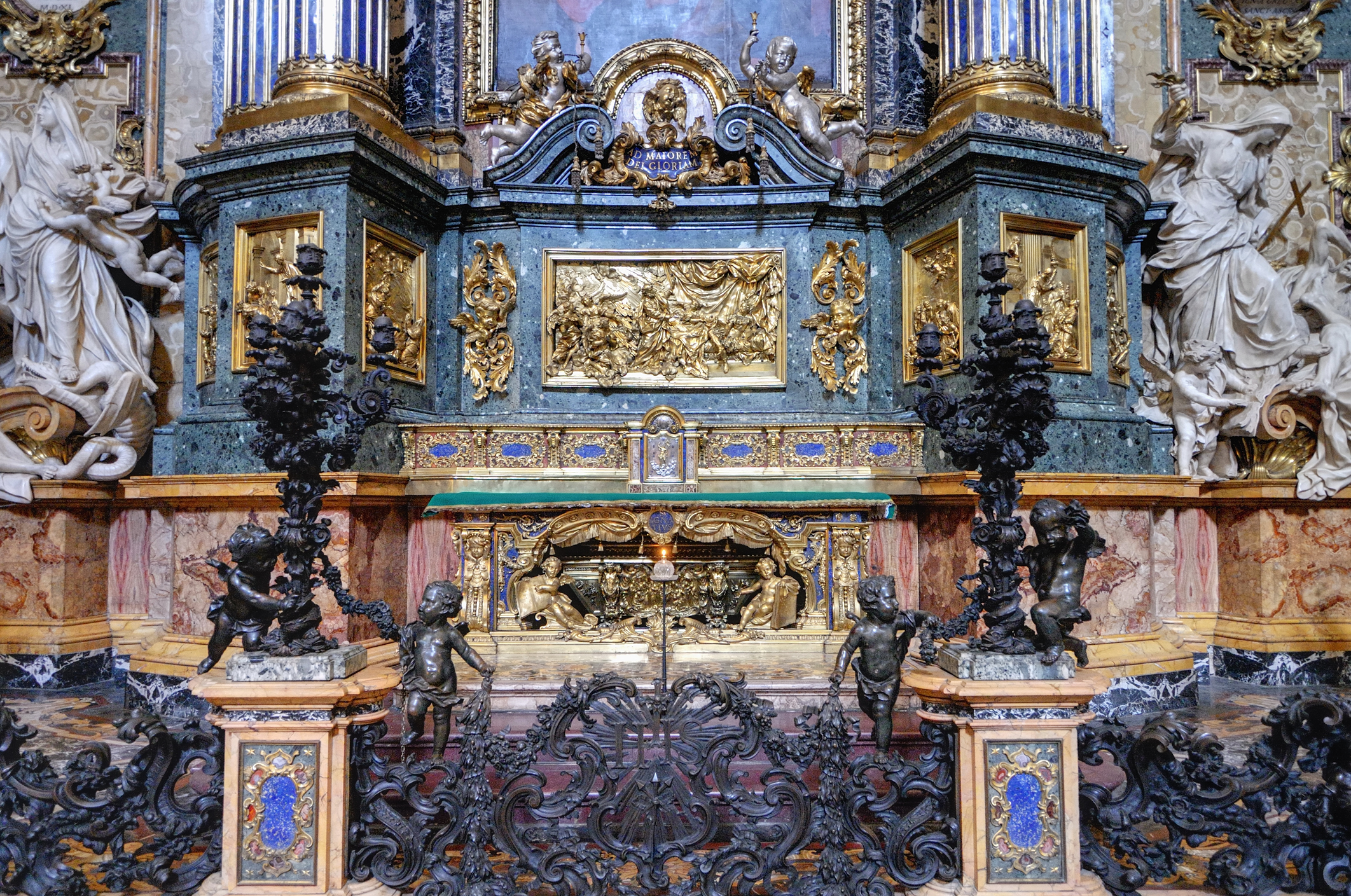
Grabatar des Ignatius von Loyola in der Kirche Il Gesù in Rom

- 15. Juli: Johann Stoltz, deutscher lutherischer Theologe, Philosoph und Reformator (* um 1514)
- 18. Juli: Seraphin I. von Taxis, Augsburger Postmeister (* vor 1490)
- 31. Juli: Ignatius von Loyola, baskisch-spanischer Adliger und Geistlicher, Mitbegründer und Gestalter der später auch als Jesuitenorden bezeichneten „Gesellschaft Jesu“ (* 1491)
- 28. August: David Joris, Glasmaler und führende Persönlichkeit der Täuferbewegung (* 1501/02)
- 31. August: Robert de Croÿ, Fürstbischof von Cambrai (* 1500)
- 8. September: Martin Frecht, deutscher evangelischer Theologe und Reformator (* um 1494)
- 20. September: Adolf III. von Schaumburg, Kurfürst und Erzbischof von Köln, Graf von Holstein-Pinneberg und der Stammgrafschaft Schaumburg (* 1511)
- 3. Oktober: Bernhard von Hagen, Priester und Generalvikar in Köln
- 4. Oktober: Johannes Knipstro, deutscher lutherischer Theologe und Reformator (* 1497)
- 21. Oktober: Pietro Aretino, italienischer Schriftsteller (* 1492)
- 27. Oktober: Friedrich von Dänemark, Bischof von Hildesheim und Schleswig (* 1532)
- 10. November: Richard Chancellor, englischer Seefahrer
- 11. November: Francesco Alunno, italienischer Kalligraf, Lexikograf und Grammatiker (* 1484?)

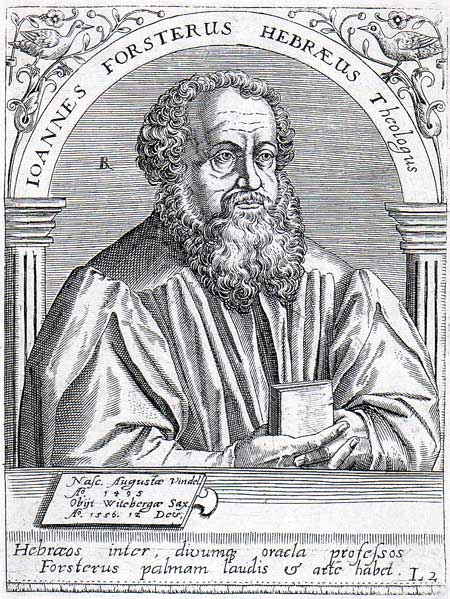
Johann Forster

- 8. Dezember: Johann Forster, deutscher lutherischer Theologe (* 1496)
- 9. Dezember: Johanetta von Nassau-Saarbrücken, Äbtissin des Klosters Herbitzheim (* 1496)
- 23. Dezember: Nicholas Udall, englischer Dramatiker, Erzieher und Kanonikus in Windsor (* 1505)

### Genaues Todesdatum unbekannt
- Tullia d’Aragona, italienische Kurtisane, Dichterin und Philosophin (* 1510)
- Fuzūlī, turkmenischer Dichter der klassischen aserbaidschanisch-türkischen Literatur im Irak (* ca. 1495)
- Domingo Martínez de Irala, spanischer Offizier und Konquistador (* 1509)
- Nicholas Shaxton, englischer Theologe und Bischof von Salisbury (* um 1485)
- Burkard Waldis, deutscher Schriftsteller (* um 1490)